# هری وال
هری وال (فنلاندی: Harry Wahl; ۱۷ ژوئیهٔ ۱۸۶۹ – ۳۱ ژوئیهٔ ۱۹۴۰) قایقران قایق بادبانی اهل فنلاند بود.